# Fútbol Club Barcelona Juvenil "A"
El Fútbol Club Barcelona Juvenil "A" es un equipo de fútbol juvenil sub-19 perteneciente al fútbol formativo del Fútbol Club Barcelona, tiene su sede en Sant Joan Despí, Barcelona, España. Fue fundado en 1950 bajo el nombre de Club de Fútbol Barcelona Juvenil. Militan en el Grupo III de la División de Honor Juvenil de España y su actual entrenador es Óscar López.
Desde la fecha de su creación, el club ha conseguido 14 veces coronarse campeón del Grupo III de la División de Honor Juvenil, 4 veces de la Copa de Campeones Juvenil (la cual premia al mejor campeón de cada grupo) y 18 veces ha conseguido la Copa del Rey Juvenil. 
En el plano internacional, el Barça Juvenil ha conseguido proclamarse tres veces campeón de la Liga Juvenil de la UEFA, la primera vez en la edición inaugural del torneo en 2014, en donde los azulgranas se coronaron campeones al derrotar en la final al S. L. Benfica portugués por 0-3. Cuatro años después, en la edición 2017-18 volvió a ser campeón derrotando por 0-3 en la final al Chelsea F. C., siendo el segundo club europeo en conseguir dos veces alzarse con la copa.

## Historia

### Creación
Fue creada en 1950 bajo la presidencia de Agustí Montal Galobart como la categoría Juvenil del Fútbol Club Barcelona que hasta entonces solo contaba con el primer equipo, el cual era principalmente era para jugadores con mejor nivel y más experimentados, por lo que debían ser mayores en edad. El equipo prosperó con un gran nivel de juego destacándose por sobre los demás, principalmente en la entonces Copa del Generalísimo de Juveniles, de la que fueron los primeros campeones en 1951.

### Época Moderna
A lo largo de los años, el club ha ido sacando nuevas secciones, las cuales elevan aún más el nivel de los jóvenes para llegar al primer equipo, llegando a crear 5 categorías previas al Juvenil los cuales posteriormente pasan al Fútbol Club Barcelona B, categoría intermedia entre los juveniles y el primer equipo.
La mejor temporada desde la creación del equipo sin duda es la 2010-2011 bajo la tutela de Óscar García Junyent, en la cual la escuadra se consagró campeón del Grupo III por diferencia de goles al tener los mismos puntos que el R. C. D. Español, esto lo clasificaba a la Copa de Campeones en la cual se venció al Real Madrid C. F. Juvenil "A" en la final por 3-1. En la Copa del Rey Juvenil se interpuso fácilmente por sobre sus rivales encontrándose en la final con el Español, en esta el F. C. Barcelona fue sumamente superior con un resultado de 2-0 y logrando así conseguir el Triplete por segunda vez, al igual que en la temporada 1993-1994.
Durante la temporada 2011-12 no se vuelven a ver los mismos resultados quedando segundos en la tabla a 3 puntos del líder, lo que solo los logra clasificar a Copa del Rey en donde tuvieron una buena participación, pero no lograron pasar de semifinales. Debido a estos resultados el técnico Óscar García Junyent tras 2 años en el banquillo decide abandonar el club.
En junio de 2012 es presentado Jordi Vinyals como nuevo entrenador por 2 temporadas, quien tiene una primera temporada regular, logrando solo conseguir la primera posición en el Grupo III y cayendo en cuartos de final en Copa de Campeones y Copa del Rey, en esta última con un abultado 3-7 global.

## Trayectoria

### Superliga y Liga de Honor
| Temporada | División             | Posición | Copa del Rey   |
| 1986-87   | Superliga Juvenil    | 2.º      | Campeones      |
| 1987-88   | Superliga Juvenil    | 2.º      | Subcampeones   |
| 1988-89   | Superliga Juvenil    | 6.º      | Campeones      |
| 1989-90   | Superliga Juvenil    | 3.º      | Subcampeones   |
| 1990-91   | Liga de Honor Sub-19 | 2.º      | Subcampeones   |
| 1991-92   | Liga de Honor Sub-19 | 3.º      | Dieciseisavos  |
| 1992-93   | Liga de Honor Sub-19 | 3.º      | Subcampeones   |
| 1993-94   | Liga de Honor Sub-19 | 1.º      | Campeones      |
| 1994-95   | Liga de Honor Sub-19 | 2.º      | Semifinalistas |

### División de Honor Juvenil
| Temporada | División      | Grupo | Posición | Copa del Rey     | Copa Campeones   | Liga Juvenil UEFA | Entrenador            |  |
| 1995-96   | Div. de Honor | 3     | 3.º      | Campeones        | No clasificados  | No aplica         | --                    |  |
| 1996-97   | Div. de Honor | 3     | 2.º      | Subcampeones     | No clasificados  | No aplica         | --                    |  |
| 1997-98   | Div. de Honor | 3     | 2.º      | Dieciseisavos    | No clasificados  | No aplica         | Juan Carlos Pérez     |  |
| 1998-99   | Div. de Honor | 3     | 2.º      | Semifinales      | No clasificados  | No aplica         | Juan Carlos Pérez     |  |
| 1999-00   | Div. de Honor | 3     | 1.º      | Campeones        | Subcampeones     | No aplica         | Juan Carlos Pérez     |  |
| 2000-01   | Div. de Honor | 3     | 1.º      | Dieciseisavos    | Terceros         | No aplica         | --                    |  |
| 2001-02   | Div. de Honor | 3     | 3.º      | Campeones        | No clasificados  | No aplica         | --                    |  |
| 2002-03   | Div. de Honor | 3     | 6.º      | No clasificados  | No clasificados  | No aplica         | --                    |  |
| 2003-04   | Div. de Honor | 3     | 3.º      | Semifinales      | No clasificados  | No aplica         | Juan Carlos Pérez     |  |
| 2004-05   | Div. de Honor | 3     | 1.º      | Campeones        | Campeones        | No aplica         | Juan Carlos Pérez     |  |
| 2005-06   | Div. de Honor | 3     | 1.º      | Campeones        | Terceros         | No aplica         | Huguet & Álex García  |  |
| 2006-07   | Div. de Honor | 3     | 2.º      | Dieciseisavos    | No clasificados  | No aplica         | Álex García           |  |
| 2007-08   | Div. de Honor | 7     | 2.º      | Subcampeones     | No clasificados  | No aplica         | Álex García           |  |
| 2008-09   | Div. de Honor | 3     | 1.º      | Semifinales      | Campeones        | No aplica         | Álex García           |  |
| 2009-10   | Div. de Honor | 3     | 1.º      | Dieciseisavos    | Cuartos de final | No aplica         | Fran. García Pimienta |  |
| 2010-11   | Div. de Honor | 3     | 1.º      | Campeones        | Campeones        | No aplica         | Óscar García          |  |
| 2011-12   | Div. de Honor | 3     | 2.º      | Semifinales      | Cuartos de final | No aplica         | Óscar García          |  |
| 2012-13   | Div. de Honor | 3     | 1.º      | Cuartos de final | Cuartos de final | No aplica         | Jordi Vinyals         |  |
| 2013-14   | Div. de Honor | III   | 1.º      | Semifinales      | Cuartos de final | Campeones         | Jordi Vinyals         |  |
| 2014-15   | Div. de Honor | III   | 5.º      | No clasificados  | No clasificados  | Dieciseisavos     | Vinyals & G. Pimienta |  |
| 2015-16   | Div. de Honor | III   | 4.º      | No clasificados  | No clasificados  | Cuartos de final  | Gabri García          |  |
| 2016-17   | Div. de Honor | III   | 1.º      | Cuartos de final | Cuartos de final | Semifinales       | Gabri García          |  |
| 2017-18   | Div. de Honor | III   | 1.º      | Cuartos de final | Semifinales      | Campeones         | Fran. García Pimienta |  |
| 2018-19   | Div. de Honor | III   | 2.º      | Cuartos de final | No clasificados  | Semifinales       | Denis Silva           |  |
| 2019-20   | Div. de Honor | III   | 1.º      | Suspendida       | Suspendida       | Fase de grupos    | Valdés & Artiga       |  |
| 2020-21   | Div. de Honor | III   | 1.º      | Suspendida       | Subcampeones     | Suspendida        | Artiga & Milà         |  |
| 2021-22   | Div. de Honor | III   | 1.º      | 1/8 final        | Campeones        | Fase de grupos    | Óscar López           |  |
| 2022-23   | Div. de Honor | III   | 1.º      | 1/4 final        | 1/4 final        | 1/8 Final         | Óscar López           |  |
| 2023-24   | Div. de Honor | III   | 3.º      | 1/16 final       | 1/8 final        | 1/8 Final         | Óscar López           |  |
| 2024-25   | Div. de Honor | III   | 1.º      | Campeones        | 1/4 Final        | Campeones         | Juliano Belletti      |  |

## Palmarés

### Títulos nacionales
Nota: en negrita competiciones vigentes en la actualidad. Títulos separados por la categoría juvenil correspondiente.
| Competición nacional                     | Títulos (45) | Subcampeonatos (23)                                            |
| ---------------------------------------- | --- | -------------------------------------------------------------- |
| Copa del Rey Juvenil (19/9)              | 1951, 1959, 1973, 1974, 1975, 1976, 1977, 1980, 1986, 1987, 1989, 1994, 1996, 2000, 2002, 2005, 2006, 2011, 2025. (Récord)                      | 1953, 1978, 1985, 1988, 1990, 1991, 1993, 1997, 2008.          |
| División de Honor (15/7) *               | 1999-00, 2000-01, 2004-05, 2005-06, 2008-09, 2009-10, 2010-11, 2012-13, 2013-14, 2016-17, 2017-18, 2019-20, 2020-21, 2021-22, 2022-23, 2024-25. | 1997-98, 2001-02, 2002-03, 2006-07, 2007-08, 2011-12, 2018-19. |
| Liga Nacional (8/2) *                    | 1977-78, 1978-79, 1979-80, 1980-81, 1981-82, 1982-83, 1984-85, 1985-86. (Récord)                                                                | 1976-77, 1983-84.                                              |
| Copa de Campeones (4/2)                  | 2004-05, 2008-09, 2010-11, 2021-22. | 1999-00, 2020-21.                                              |
| Superliga / Liga de Honor sub-19 (1/3) * | 1993-94. | 1986-87, 1987-88, 1990-91.                                     |

Nota *: campeonatos de grupo. Únicamente indicados los campeonatos de los que se tiene constancia.

### Títulos internacionales
| Competición                              | Títulos (6)                         | Subcampeonatos |
| ---------------------------------------- | ----------------------------------- | -------------- |
| Liga Juvenil de la UEFA (3/0)            | 2013-14, 2017-18, 2024-25. (Récord) | –              |
| Campeonato Juvenil FIFA/Blue Stars (3/0) | 1993, 1994, 1995                    | –              |